# David Carlos Teles Veloso
David Carlos Teles Veloso (* 28. Oktober 1988 in Vera Cruz), auch David Bala genannt, ist ein brasilianischer Fußballspieler.

## Karriere
Seinen ersten Vertrag unterschrieb David Bala 2008 beim brasilianischen Club America Football Club in Rio de Janeiro. Nach mehreren Stationen bei unterklassigen Vereinen, u. a. Americano FC (MA), Itaperuna EC, EC Ipitanga da Bahia und Ipatinga EC, wechselte er 2010 nach Angola. Hier spielte er für GD Interclube, einem Verein, der in der angolanischen Hauptstadt Luanda beheimatet ist. Der Verein spielte in der höchsten Liga des Landes, der Girabola. 2011 wechselte er für ein halbes Jahr nach Vietnam und spielte hier für Becamex Binh Duong FC. Von Mitte 2011 bis Ende 2012 war David Bala vereinslos. 2013 spielt er für den brasilianischen Club ECPP Vitória da Conquista. Nach einer Saison wechselte er 2014 nach Thailand. Hier unterschrieb er einen Vertrag bei Erstligisten Sisaket FC. Nach Beendigung der Saison war er wieder bis Mitte 2016 vereinslos. Zur Rückrunde 2016 nahm ihn der thailändische Zweitligist Samut Songkhram FC unter Vertrag. 2017 wechselte er nach Lampang zum Zweitligisten Lampang FC. 2018 unterschrieb er einen Vertrag beim Ligakonkurrenten Khon Kaen FC. Hier spielte er nur in der Hinserie. Zur Rückserie wurde er zum Erstligisten Bangkok Glass nach Bangkok ausgeliehen. Im März 2019 wurde der Vertrag aufgelöst. Von April 2019 bis Mitte September 2019 war er vereinslos. Am 17. September unterschrieb er einen Vertrag in Indonesien beim Erstligisten Kalteng Putra in Palangka Raya. Ende 2019 wurde sein Vertrag nicht mehr verlängert. Wo er von Januar 2020 bis Ende August 2022 unter Vertrag stand, ist unbekannt. Am 26. August 2022 unterschrieb er in Hongkong einen Vertrag beim Erstligisten Hong Kong Rangers FC. Nach einem Erstligaspiel wechselte er im Dezember 2022 zum Zweitligisten Central & Western District R&SA.